# Bodo E. Linde
Bodo E. Linde (* 1970) ist ein deutscher Autor christlicher Kindergeschichten.

## Leben
Im Alter von rund zwanzig Jahren gewann Bodo Linde 1991 im Autorenwettbewerb des Evangeliums-Rundfunks sowohl in der Altersgruppe 7–9 Jahre mit dem Hörspiel Das Ge-/Verbot um das siebte Gebot „Du sollst nicht stehlen“ als auch in der Altersgruppe 9–12 Jahre mit seinem Beitrag Hartgeld. Beide Hörspiele erschienen daraufhin im ERF-Verlag auf Kassette. In den folgenden Jahren veröffentlichte der Grundschullehrer weitere Hörspiele sowie einige Kinderbücher. Von 2003 bis 2006 erschien darüber hinaus seine erste Hörspielserie für Kinder.

## Werke
- Mir glaubt ja doch keiner. Erzählung. (Johannis-Verlag, 1994)
- Der dritte Schlüssel. Erzählung. (Johannis-Verlag, 1996)
- Prinz Oskars Geheimnis. Adventsmärchen. (2008 Verlag B. Desch, Hannover)

## Hörspiele
- ERF-Autorenwettbewerb – Die Sieger: Altersgruppe 7-9 Jahre. (ERF-Verlag, 1991)
- Mir glaubt ja doch keiner. (ERF-Verlag, 1993)

### Nils
| Folge | Titel                          | Jahr | Verlag     |
| 1     | Nils und der entführte Papagei | 2003 | ERF-Verlag |
| 2     | Nils unter Verdacht            | 2004 | ERF-Verlag |
| 3     | Nils jagt Verbrecher           | 2005 | ERF-Verlag |
| 4     | Countdown für Nils             | 2005 | ERF-Verlag |
| 5     | Nils sucht „Glatze“            | 2006 | ERF-Verlag |
| 6     | Nils und der listige Dieb      | 2006 | ERF-Verlag |